# Renske Leijten

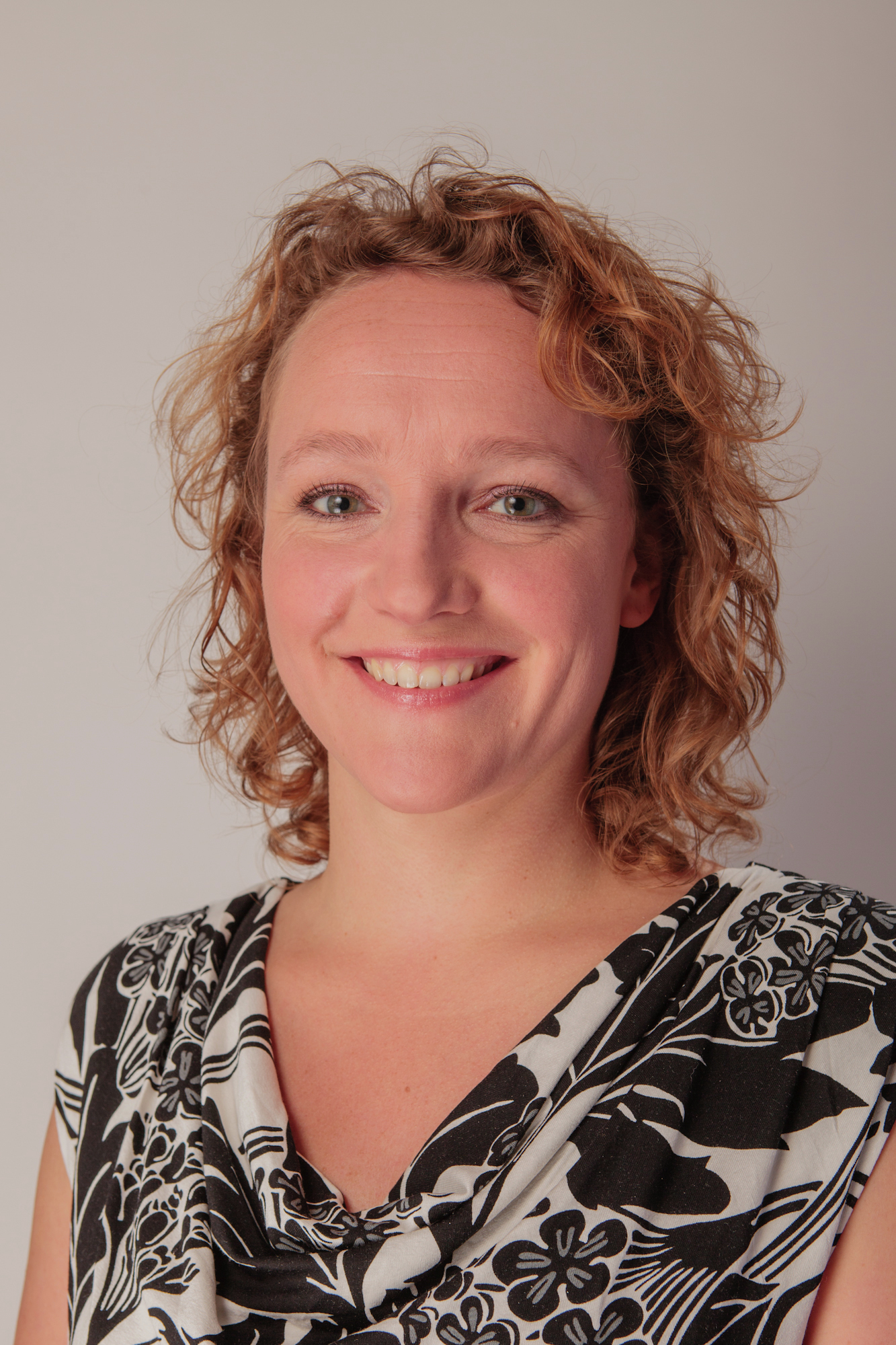
Renske Leijten

Renske Leijten (* 17. März 1979 in Leiden) ist eine niederländische Politikerin der Socialistische Partij.

## Leben
Leijten studierte an der Universität Groningen Niederlandistik. Von 2005 bis 2007 war sie Vorsitzende der Jugendorganisation ROOD der Socialistische Partij. Leijten ist seit 2006 Abgeordnete der Zweiten Kammer der Generalstaaten für die Socialistische Partij. Leijten wohnt in Haarlem.